# Nicolette (album)
Pour les articles homonymes, voir Nicolette.
Albums de Nicolette Larson
In the Nick of Time
(1979)
Singles
1. Lotta Love
Sortie : 1979
2. Rhumba Girl
Sortie : 1979

Nicolette est le premier album studio de Nicolette Larson, sorti le 29 septembre 1978.
L'album s'est classé 15e au Billboard 200 et a été certifié disque d'or par la Recording Industry Association of America (RIAA) le 27 février 1979.

## Liste des titres
| 1. | Lotta Love (featuring Ted Templeman)                                        | Neil Young                   | 3:11 |
| 2. | Rhumba Girl                                                                 | Jesse Winchester             | 3:52 |
| 3. | You Send Me (featuring Ted Templeman et Valerie Carter)                     | Sam Cooke                    | 3:56 |
| 4. | Can't Get Away from You (featuring Lauren « Chunky » Wood et Mike McDonald) | Lauren « Chunky » Wood       | 3:17 |
| 5. | Mexican Divorce                                                             | Bob Hilliard, Burt Bacharach | 3:57 |

| 1. | Baby Don't You Do It (featuring Valerie Carter)                | Holland-Dozier-Holland     | 3:42 |
| 2. | Give a Little (featuring Linda Ronstadt et Ted Templeman)      | Bill Payne                 | 3:00 |
| 3. | Angels Rejoiced                                                | Ira Louvin, Charlie Louvin | 2:27 |
| 4. | French Waltz                                                   | Adam Mitchell              | 4:22 |
| 5. | Come Early Mornin' (featuring Herb Pedersen et Linda Ronstadt) | Bob McDill                 | 2:42 |
| 6. | Last in Love                                                   | Glenn Frey, J. D. Souther  | 3:43 |